# 平田静子
平田 静子（ひらた しずこ、1948年（昭和23年）8月11日 - ）は、日本の経営者、出版プロデューサー。ヒラタワークス株式会社 代表取締役。フジサンケイグループ初の女性役員。2000年『チーズはどこへ消えた?』を出版プロデュースし、販売累計400万部を超える。

## 経歴
福岡県出身。明治大学短期大学卒業。

### フジテレビジョン時代
1969年、株式会社フジテレビジョンに入社。総務部文章課に配属、一般事務を担当。当時は「女子25歳定年制」が存在しており、面接時の質問では「（25歳になったら）結婚して辞める」と答えていた。その後、電波企画室に配属。23歳の時に結婚し、24歳で1人目を出産し産休を取る。
その年（1972年）に「女子25歳定年制」が廃止される。「もう少し貯金が増えるまで」と働き続ける。その後、27歳で2人目を出産し1年間の休職を挟み28歳の時にグループ会議事務局へ配属され復職。書類作成や伝票整理などの事務全般を担当。31歳の時に離婚を経験。「きちんと仕事をして子ども達に恥じない給料をもらおう」とシングルマザーとして働く覚悟を決める。

### 扶桑社時代
1984年
- 5月　フジサンケイグループ傘下の株式会社扶桑社へ出向、宣伝部へ配属[2]。

1989年
- 12月　書籍編集部 編集長 就任[2]。それまで編集は全くの未経験だった[12]。

1994年
- 1月　雑誌『CAZ』編集長 就任[2][13]。

1998年
- 2月　書籍編集部部長 就任[2]。

1999年
- 6月　執行役員 就任[2]。
- 8月　書籍『涙の谷 - 私の逃亡、十四年と十一カ月十日』（著:福田和子）出版プロデュース[14][15]。

2000年
- 6月　取締役 就任。フジサンケイグループ内で女性初[2][4]。
- 11月　書籍『チーズはどこへ消えた?』出版プロデュース。販売累計400万部を超える[5][16]。
- 「新しい歴史教科書をつくる会」に扶桑社代表として参加し、中学の歴史と公民の教科書全般に携わる[5]。

2004年
- 6月　常務取締役 就任[2]。

2006年
- 4月　書籍『象の背中』(著:秋元康）出版プロデュース[5]。

2007年
- 11月　映画『象の背中』エグゼクティブプロデューサー[5][17]。

2010年
- 3月　株式会社フジテレビジョン、株式会社扶桑社を定年退職[4][5]。

### 独立後
2010年
- 4月　ヒラタワークス株式会社を設立、代表取締役 就任[2]

2016年
- 7月　株式会社サニーサイドアップキャリア（現:株式会社グッドアンドカンパニー）代表取締役 就任[2][3]

2020年
- 2月　明治大学評議員 就任[2][18][19]
- 6月　株式会社サニーサイドアップグループ シニアフェロー 就任[2]

2021年
- 3月　株式会社アマナ 社外取締役 就任[2]

2022年
- 5月　PlowDays株式会社 代表取締役 就任[2][20]

## 人物
- 大学時代は「別に働かなくても良いや」と考えていた。偶然に学内でフジテレビジョンの募集の掲示を見つけ、「おもしろそうだからひとつだけ受けてみよう」と応募し、合格[8]。
- 入社後、仕事をこなす内に「人に喜んでもらえるよう目の前にあることを一所懸命やろう」と考えるようになる[8]。
- 編集長への就任は、「当時の社長がフジテレビジョン出身だからこそフレキシブルな発想があっての事かも」と語る[12]。
- 編集長時代にプロモーションに訪れた当時19歳の次原悦子と出会い、それ以降『親分』と呼ばれて慕われる[8]。
- 好きな本のジャンルは特に無く、常に「その時に手掛けている本」が大好き[21]。
- 定年後は「これまで大勢の方に頂いたことを人や世の中へお返ししよう」との思いでヒラタワークス株式会社を設立[4]。
- 当初は「頂いた仕事をとにかくやる。私にできることがあれば何なりと」というスタンスだった[22]。
- 著書『そういえば、いつも目の前のことだけやってきた』では、「女性は仕事か結婚かの二者択一と考える傾向があるが、そうでなく自然体で生きていれば人生は楽しめる事を伝えたかった」と語る[23]。
- 『「やったことがない」は「やらない」理由にはならない』と常に語る[3]。
- 株式会社サニーサイドアップキャリアのオファーは「最後の最後に、今までやったことないことをしてみよう」と受諾[3]。
- 座右の銘は『得意淡然、失意泰然』[24][注釈 1]。
- 漫画家の松本零士と面識があり、松本の代表作の1つである『漂流幹線000』のヒロイン、平田静子のモデルとして知られる[5][25]。

## 書籍

### 著書
- 『そういえば、いつも目の前のことだけやってきた』マガジンハウス、2015年7月23日。ISBN 978-4838727575。

### 主な出版プロデュース
- 『アメリカ・インディアンの教え』扶桑社、1994年4月25日。ISBN 978-4594013981。[7]
- 『ビストロスマップ完全レシピ - SMAP×SMAP』扶桑社、1996年12月1日。ISBN 978-4594021511。[26]
- 『涙の谷: 私の逃亡、十四年と十一ヵ月十日』扶桑社、1999年8月1日。ISBN 978-4594027490。[26]
- 『チーズはどこへ消えた?』扶桑社、2000年11月27日。ISBN 978-4594030193。[9]
- 『象の背中』扶桑社、2007年9月22日。ISBN 978-4594054540。[5]
- 『女性解放区』PHP研究所、2009年10月3日。ISBN 978-4569771731。[27]
- 『東京ホタル』ポプラ社、2011年3月29日。ISBN 978-4591134580。[27]
- 『生きざま 私と相撲、激闘四十年のすべて』ポプラ社、2012年12月12日。ISBN 978-4591131787。[27]
- 『メッセージ力を高める黒岩の法則』飛鳥新社、2014年7月18日。ISBN 978-4864100434。[27]
- 『奇跡は起きたがっている あなたの幸せのつくり方 42』マガジンハウス、2015年2月19日。ISBN 4838727291。[27]
- 『しがみつかない理由』ポプラ社、2016年12月14日。ISBN 978-4591150887。[27]
- 『未完の贈り物 娘には目も鼻もありません』小学館、2017年9月6日。ISBN 978-4094064506。[27]
- 『トークいらずの営業術』フォレスト出版、2018年3月16日。ISBN 978-4434244858。[27]
- 『職業、挑戦者 澤田貴司が初めて語る「ファミマ改革」』東洋経済新報社、2020年9月24日。ISBN 978-4492503096。[27]
- 『たいせつなちきゅうの たいせつなともだち』みらいパブリッシング、2020年11月16日。ISBN 978-4434281792。[27]
- 『コトバノケイコ』学研プラス、2020年12月24日。ISBN 978-4058012529。[27]
- 『サニーサイドアップの手とり足とりPR ―大手PR会社で実際に使われている実践マニュアル』クロスメディア・パブリッシング、2021年5月6日。ISBN 978-4295405337。[27]

## 連載
- 『ヒットの仕掛け人が伝授する「結」の仕事術』「経済界」（2015年5月 - 2016年4月）[28][29][注釈 2]

## 受賞歴
- 「日経ウーマン」 ウーマン・オブ・ザ・イヤー 部門賞受賞（2000年）[5]